# Wilhelm Zimmermann (évêque)
Pour les articles homonymes, voir Wilhelm Zimmermann.
Wilhelm Zimmermann, né le 16 juin 1948 à Gelsenkirchen (Rhénanie-du-Nord-Westphalie, Allemagne), est un prélat catholique allemand, évêque auxiliaire d'Essen de 2014 à 2024.

## Biographie

### Prêtrise
Le 30 mai 1980, il est ordonné prêtre à Gelsenkirchen, par Franz Hengsbach.
Après une première aumônerie à Hattingen, il devient, en 1984, responsable de la jeunesse et président de la branche diocésaine de la BDKJ (de) .
En 1985, il est nommé vicaire et, en 1989, secrétaire personnel de Franz Hengsbach. En 1992, il devient doyen du doyenné d'Essen-Mitte.
En 2002, il prend en charge la paroisse Saint-Urbain de Gelsenkirchen et devient doyen de cette même ville.
En 2008, il est nommé chanoine.

### Épiscopat
Le 14 mars 2014, le pape François le nomme évêque titulaire de Benda (de) et évêque auxiliaire d'Essen. Il est consacré le 29 juin suivant par Franz-Josef Overbeck, assisté de Ludger Schepers et Franz Vorrath (de).
Le 1er juillet, il est nommé vicaire épiscopal chargé de l'œcuménisme et du dialogue interreligieux.
À l'automne 2014, il est nommé membre de la commission œcuménique et de la sous-commission pour le dialogue inter-religieux de la Conférence épiscopale allemande. Atteint par la limite d'âge, il démissionne de son mandat d'évêque auxiliaire le 14 novembre 2024.